# Чёрный, Сергей Васильевич
Сергей Васильевич Чёрный (2 июня 1970) — украинский футболист, защитник.

## Игровая карьера
Начинал играть в футбол в 1993 году в команде «Металлург» (Никополь). В 1994 году перешёл в днепропетровский «Днепр», где 6 марта 1994 года в игре с запорожским «Металлургом» дебютировал в высшей лиге чемпионата Украины. В бронзовом сезоне 1994/95 в составе «Днепра» сыграл всего два матча, выходя на замену. В 1995—1996 годах отдавался в аренду в «Металлург» (Новомосковск) и СК «Николаев».
В 1997 году вернулся в «Металлург» (Никополь), в котором сыграл в общей сложности 196 матчей чемпионата Украины, ещё 15 матчей сыграл в розыгрышах Кубка Украины.
Завершил игровую карьеру в 2003 году в житомирском «Полесье». Затем выступал за любительскую команду «Днепровский» из Никополя.